# Richard Dufour
Pour les articles homonymes, voir Dufour.
Richard Dufour (né Richard Gaston le 22 mai 1888 à Ardentes près de Châteauroux, mort le 9 juillet 1959 à Rouen) est un sculpteur français.

## Biographie
Richard Dufour se fixe à Rouen en 1899. Il étudie la sculpture et le dessin à l'école des beaux-arts de Rouen. À l'âge de 23 ans, il est admis au Salon des artistes français, et devient professeur au collège de Normandie à Mont-Cauvaire. Il est vice-président de la Société des artistes normands et président de la Palette rurale normande. 
Ténor, il se produit dans de nombreux concerts. Il se marie en 1950 avec l'artiste peintre Paule Delaine.
Il demeure no 41B rue de l’Église à Bois-Guillaume jusqu'en 1939 et a son atelier au no 34 rue du Lieu-de-Santé à Rouen.

## Distinctions
- Officier d'académie (1932)[6].
- Officier de l'Instruction publique

## Œuvres

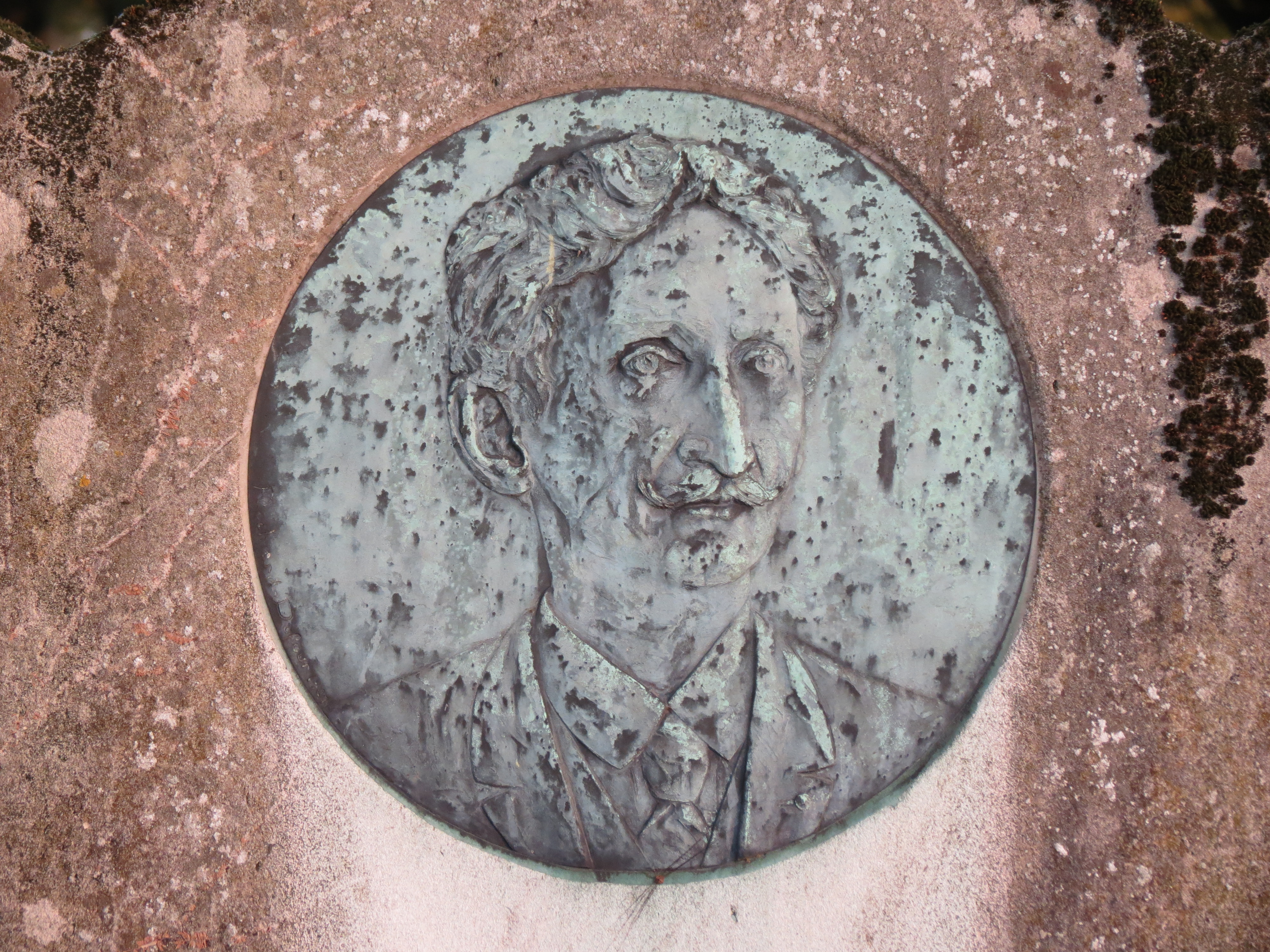
Médaillon en bronze de la tombe d'Ernest Morel.

- Monument aux morts du Houlme (1920)[7], dont la maquette en plâtre est conservée au musée d'Elbeuf
- Monument aux morts de Bois-Guillaume (1921)
- Médaillon en bronze de la tombe d'Ernest Morel, cimetière du Nord (1922)[8].
- Monument aux morts du département de la Seine-Inférieure, Rouen (1922)
- Plaquette en bronze de la tombe d’Édouard de Bergevin au cimetière monumental de Rouen (1926)[9].
- Médaillon en bronze de la tombe de Jules Haelling, cimetière de Bonsecours (1931)
- Monument de Paul Bignon à Eu (1934)
- Monument À Gargantua, Rouen (1935)
- Mémorial belge de Rouen
- Médaillon à la mémoire de Fernand Thébault à Sotteville-lès-Rouen (1936)
- Médaillon en bronze du chanoine Bourgeois (1938)[10].
- Médaillon de Albert Dupuis (1938)[11].
- Mémorial du 7e Chasseurs, Évreux (1938)
- Médaillon en bronze de la tombe de Georges Métayer, cimetière monumental de Rouen (1946)

## Salons
- 39e exposition de la Société des artistes normands, Rouen, 1950 (Médaillon du R. P. Delattre)